# Lake Henry
Lake Henry és una població dels Estats Units a l'estat de Minnesota. Segons el cens del 2000 tenia 90 habitants.

## Demografia
Segons el cens del 2000, Lake Henry tenia 90 habitants, 42 habitatges, i 19 famílies. La densitat de població era de 248,2 habitants per km².
Dels 42 habitatges en un 23,8% hi vivien nens de menys de 18 anys, en un 45,2% hi vivien parelles casades, en un 0% dones solteres, i en un 52,4% no eren unitats familiars. En el 47,6% dels habitatges hi vivien persones soles el 26,2% de les quals corresponia a persones de 65 anys o més que vivien soles. El nombre mitjà de persones vivint en cada habitatge era de 2,14 i el nombre mitjà de persones que vivien en cada família era de 3,2.
Per edats la població es repartia de la següent manera: un 27,8% tenia menys de 18 anys, un 5,6% entre 18 i 24, un 31,1% entre 25 i 44, un 14,4% de 45 a 60 i un 21,1% 65 anys o més.
L'edat mediana era de 37 anys. Per cada 100 dones de 18 o més anys hi havia 150 homes.
La renda mediana per habitatge era de 38.750 $ i la renda mediana per família de 45.625 $. Els homes tenien una renda mediana de 30.833 $ mentre que les dones 30.625 $. La renda per capita de la població era de 15.694 $. Cap de les famílies i el 5,3% de la població estaven per davall del llindar de pobresa.

## Poblacions més properes
El següent diagrama mostra les poblacions més properes.